# Emily VanCamp
Emily VanCamp-Bowman est une actrice canado-américaine, née le 12 mai 1986 à Port Perry, (Ontario, Canada).
Elle se fait connaître par le rôle d'Amy Abbott dans la série Everwood (2002-2006). Elle confirme cette percée télévisuelle par les rôles de Rebecca Harper dans Brothers and Sisters (2007-2010), d'Amanda Clarke (alias Emily Thorne) dans Revenge (2011-2015) et de Nicolette Nevin dans  The Resident (2018-2021).
Au cinéma, elle incarne notamment Sharon Carter dans les films Captain America : Le Soldat de l'hiver (2014) et dans Captain America: Civil War (2016). Un rôle qu'elle reprend dans la mini-série Falcon et le Soldat de l'Hiver (2021).

## Biographie

### Jeunesse
Emily a trois sœurs : Katie, Alison et Molly.
Elle commence très jeune la danse, à l'âge de trois ans. Elle déménage à 12 ans à Montréal après avoir été acceptée à la prestigieuse École supérieure de ballet du Québec.
Lorsque sa grande sœur Katie, également danseuse, décroche un rôle de ballerine dans un film, Emily tombe sous le charme du métier d'acteur en visitant le plateau de tournage.
Emily VanCamp parle couramment le français et a étudié l'espagnol[réf. souhaitée].

### Révélation télévisuelle

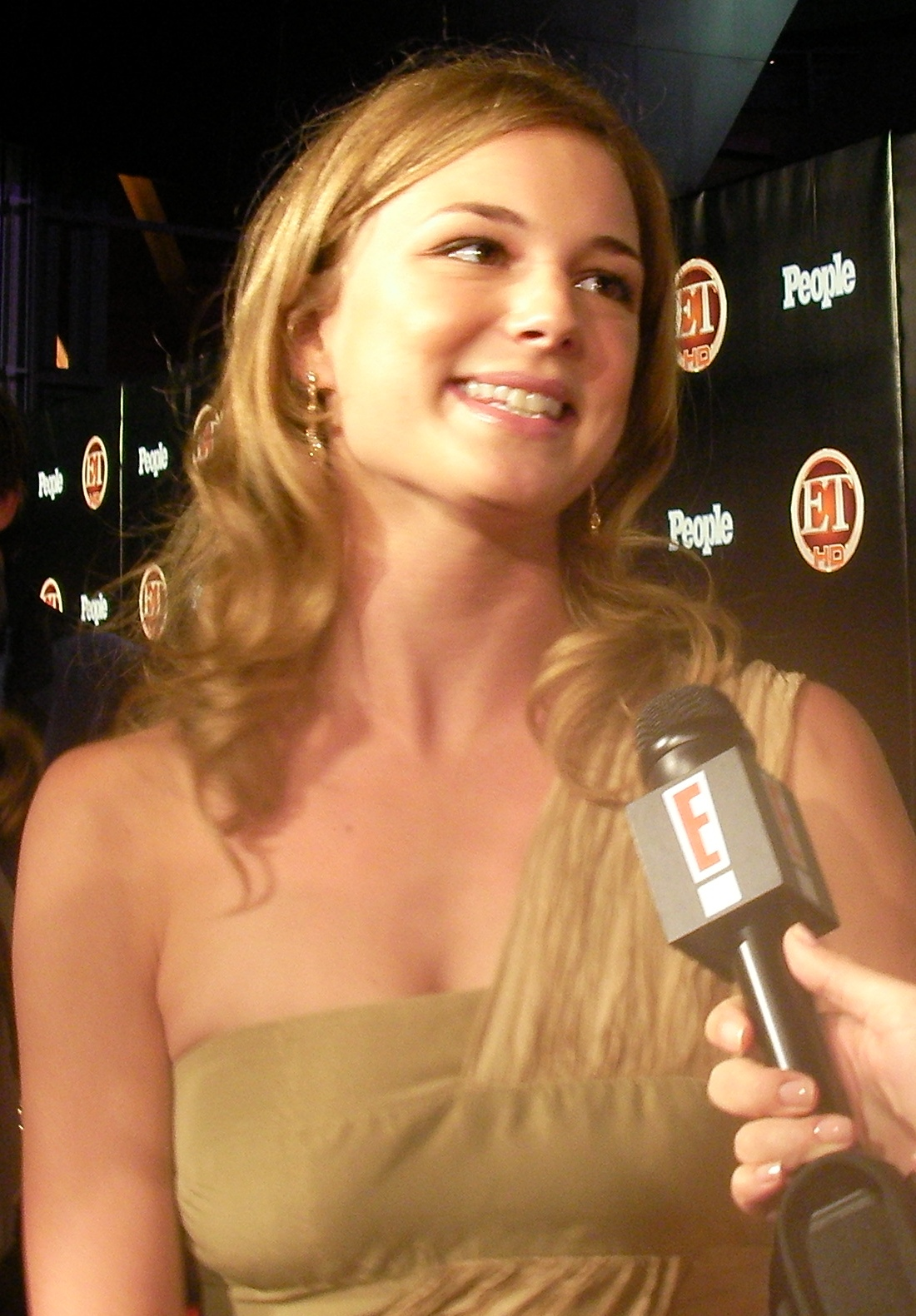
L'actrice au Walt Disney Concert Hall, pour la soirée post Emmy Awards 2008.

Emily VanCamp obtient son premier rôle dans la série horrifique pour enfant Fais-moi peur, où elle côtoie Elisha Cuthbert. Dans la mini-série, Jackie O: A Life Story, elle tient le rôle de Jacqueline Kennedy-Onassis à l'âge de 13 ans. Elle joue aussi un personnage récurrent dans une série de la WB, L'Île de l'étrange.
Elle joue également dans les films Rebelles et Sans motif apparent qui sont tous deux présentés au Festival du film de Sundance.
En 2002, elle décroche le rôle qui la fait connaître, celui d'Amy Abbot dans la série Everwood. La série dure quatre saisons et quatre-vingt neuf épisodes.
Parallèlement, elle apparait dans deux longs-métrages anecdotiques : en 2004 le film de série B Secrets d'État où elle tient le rôle de Jen, la fille de Sharon Stone ; puis en 2005, le film d'horreur Le Cercle 2, aux côtés de Naomi Watts et de Sissy Spacek.
Quand Everwood s'arrête en juin 2006, elle fait une pause de quelques mois, avant d'obtenir un rôle régulier dans une nouvelle série de la chaîne ABC, Brothers and Sisters. Elle y incarne le controversé personnage de Rebecca Harper, la demi-sœur de la fratrie des Walker. Le programme s'arrête en 2010 au bout de cinq saisons, mais l'actrice est désormais convoitée. Elle apparaît dans la mini-série Ben-Hur et dans le film indépendant Norman.

### Confirmation

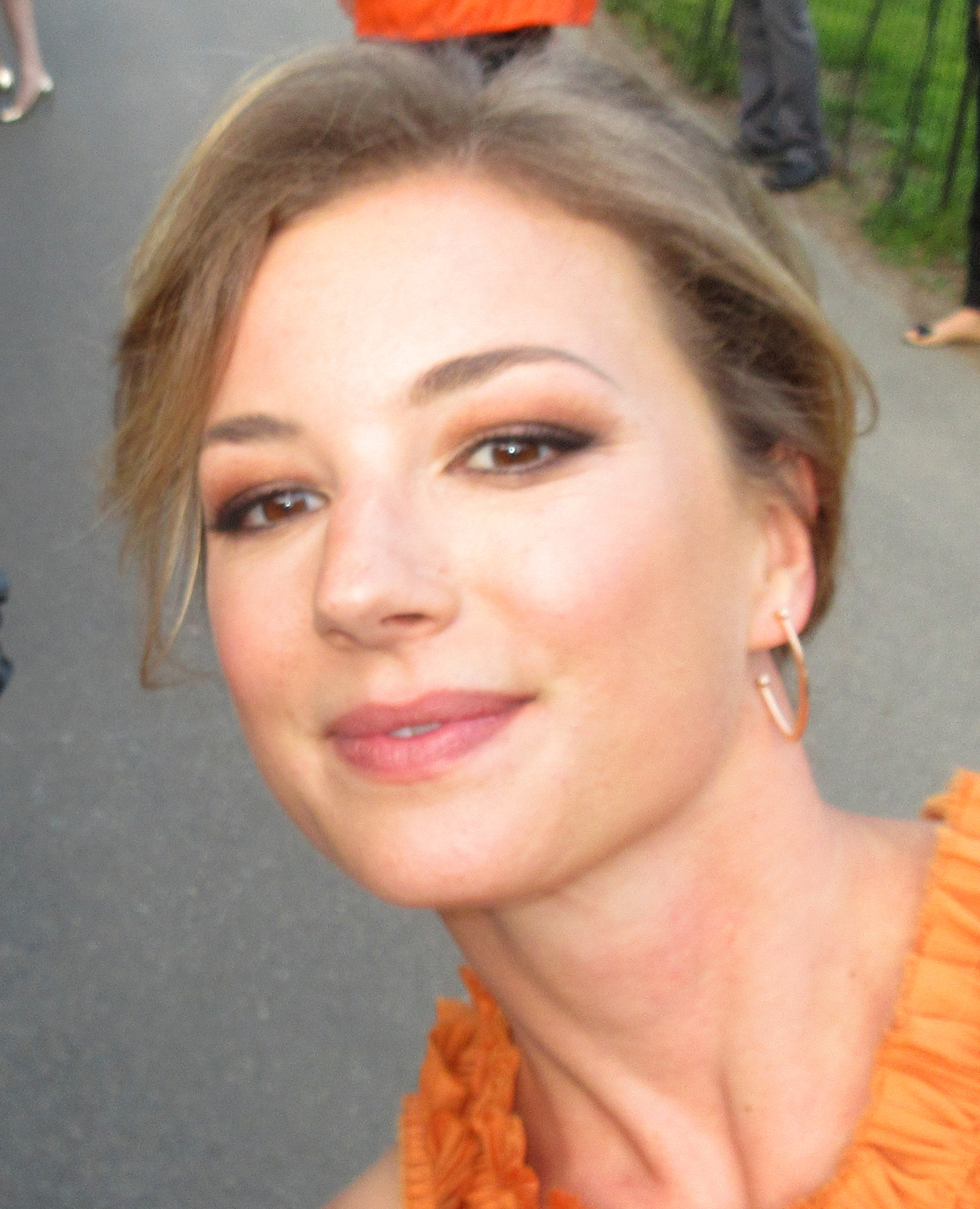
Photographiée en 2018.

Mais elle décroche surtout le rôle principal d'une nouvelle série, Revenge Adaptée du Comte de Monte-Cristo d'Alexandre Dumas, la série relate la quête d'une jeune fille pour venger son père injustement emprisonné, et connait un petit succès.
En 2014, elle rejoint l'univers cinématographique Marvel en prêtant ses traits à Sharon Carter, l'agent 13 du SHIELD, dans le blockbuster Captain America : Le Soldat de l'hiver.
Quand Revenge s'arrête en 2015, elle rebondit vers des projets cinématographiques : elle est d'abord la tête d'affiche du film indépendant The Girl in the Book, écrit et réalisé par Marya Cohn, qui raconte l'histoire d'une jeune femme travaillant dans une maison d'édition en tant qu'assistante.
En 2016, elle est la tête d'affiche du drame indépendant Pays, écrit et réalisé par la québécoise Chloé Robichaud. Elle retrouve aussi le personnage de Sharon Carter pour Captain America : Civil War.
Finalement, à la rentrée 2018, elle fait partie de la distribution principale d'une nouvelle série médicale, The Resident. Elle y donne la réplique à Matt Czuchry et Manish Dayal. En août 2021, elle quitte la série au terme de la saison 4. Nouvellement maman, la distance de son domicile et les protocoles de plateau de tournage contre la Covid-19 ont influencé sa décision.
Début 2019, l'actrice est en négociation avec Disney pour reprendre son rôle de Sharon Carter dans une mini-série dérivée de l'univers cinématographique Marvel intitulée Falcon et le Soldat de l'Hiver, portée par Anthony Mackie et Sebastian Stan.

### Vie privée
Elle a été en couple avec Benjamin McKenzie (Newport Beach) en 2004.
De 2004 à 2006, elle sort avec son partenaire dans Everwood, Chris Pratt.
De 2007 à 2008, elle a fréquenté son partenaire dans Brothers and Sisters, Dave Annable.
Entre 2010 et 2011, elle fut en couple avec son partenaire de la mini-série Ben Hur, Joseph Morgan.
Depuis le 28 octobre 2011 elle est en couple avec son partenaire dans la série Revenge, Joshua Bowman. Elle a annoncé ses fiançailles avec l'acteur le 11 mai 2017 sur Instagram. Ils se marient le 15 décembre 2018 aux Bahamas.
Le 26 août 2021, elle annonce sur son compte Instagram la naissance de son premier enfant, une fille prénommée Iris. Le 12 mars 2024, elle donne naissance à une deuxième fille prénommée Rio.

## Filmographie

### Cinéma

#### Longs métrages
- 2001 : Rebelles (Lost and Delirious) de Léa Pool : Allison Moller
- 2002 : Sans motif apparent (No GoodDeed) de Bob Rafelson : Connie
- 2004 : Secrets d'État (A Different Loyalty) de Marek Kanievska : Jen Tyler
- 2005 : Le Cercle 2 (The Ring Two) d'Hideo Nakata : Emily
- 2006 : Black Irish de Brad Gann : Kathleen McKay
- 2008 : Infectés (Carriers)  d'Àlex Pastor et David Pastor : Kate
- 2010 : Norman (en) de Jonathan Segal : Emily Harris
- 2014 : Captain America : Le Soldat de l'hiver (Captain America : The Winter Soldier) d'Anthony et Joe Russo : Sharon Carter / Agent 13[8]
- 2015 : The Girl in the Book de Marya Cohn : Alice Harvey
- 2016 : Captain America : Civil War d'Anthony et Joe Russo : Sharon Carter
- 2016 : Pays de Chloé Robichaud : Emily Price
- 2023 : Miranda's Victim de Michelle Danner : Ann Weir

#### Court métrage
- 2005 : Rings de Jonathan Liebesman : Emily

### Télévision

#### Séries télévisées
- 2000 : Fais-moi peur ! (Are You Afraid of the Dark ?) : Peggy Gregory
- 2000 : Radio Active : Becky Sue Drummond
- 2001 : Destin (Dice) : Johanna Wilson
- 2002 : L'Île de l'étrange (Glory Days) : Sam Dolan
- 2002 : Les Ames damnés (All Souls) : Kirstin Caine
- 2002 - 2006 : Everwood : Amy Nicole Abbott
- 2007 : New York, unité spéciale (Law & Order : Special Victims Unit) : Charlotte Truex
- 2007 - 2010 : Brothers and Sisters : Rebecca Harper
- 2010 : Ben Hur : Esther
- 2011 - 2015 : Revenge : Emily Thorne / Amanda Clarke
- 2018 - 2021 : The Resident : Nicolette "Nic" Nevin Hawkins
- 2021 : Falcon et le Soldat de l'Hiver (The Falcon and the Winter Soldier) : Sharon Carter
- 2021 : What If...? : Sharon Carter (voix)

#### Téléfilms
- 2000 : Jackie Bouvier Kennedy Onassis (Jackie O : A Life Story) de David Burton Morris : Jackie Bouvier à 13 ans
- 2002 : Redeemer de Graeme Clifford : Alana
- 2011 : Au-delà de l'espoir (Beyond the Blackboard) de Jeff Bleckner : Stacey Bess

## Distinctions
Sauf indication contraire ou complémentaire, les informations mentionnées dans cette section proviennent de la base de données IMDb.

### Récompenses
- Breckenridge Festival of Film 2010 : Lauréate du prix de la meilleure distribution dans une comédie dramatique pour Norman (en) (2010) partagée avec Dan Byrd, Richard Jenkins, Adam Goldberg, Billy Lush et Camille Mana.
- San Diego Film Festival (en) 2010 : Lauréate du prix de la meilleure actrice pour Norman.
- Prix ACTRA 2011 : meilleure révélation féminine pour Ben Hur

### Nominations
- 2000 : Teen Choice Awards de la meilleure actrice dans une série télévisée dramatique pour Everwood (2002).
- 2004 : Teen Choice Awards de la meilleure actrice dans une série télévisée dramatique pour Everwood (2002).
- 2004 : Young Artist Awards de la meilleure actrice dans une série télévisée dramatique pour Everwood (2002).
- 2005 : Prism Award de la meilleure actrice dans une série télévisée dramatique pour Everwood (2002).
- Teen Choice Awards 2005 : 
  - Meilleure actrice dans une série télévisée dramatique pour Everwood (2002).
  - Meilleure alchimie partagée avec Gregory Smith dans une série télévisée dramatique pour Everwood (2002).
- 2008 : Gold Derby Awards de la meilleure distribution de l'année pour Brothers and Sisters
- NewNowNext Awards 2012 : Nomination Prix de la future méga star.
- 2012 : Teen Choice Awards de la meilleure actrice dans une série télévisée dramatique pour Revenge (2011-2015).
- 2012 : TV Guide du couple de télévision préféré dans une série télévisée dramatique pour Revenge (2011-2015) partagée avec Joshua Bowman.
- 2013 : Teen Choice Awards de la meilleure actrice dans une série télévisée dramatique pour Revenge (2011-2015).
- 2013 : People's Choice Awards de l'actrice préférée dans une série télévisée dramatique pour Revenge (2011-2015).

## Voix françaises
En France, Chantal Macé est la voix française régulière d'Emily VanCamp. Plus récemment, c'est Anne Tilloy qui la double notamment à trois reprises.
En France
| - Chantal Macé dans : - New York, unité spéciale (série télévisée) - Everwood (série télévisée, 1re voix) - Brothers and Sisters (série télévisée) - Infectés - Ben-Hur (mini-série) - Revenge (série télévisée) - Captain America : Le Soldat de l'hiver - Captain America: Civil War | - Anne Tilloy dans : - Falcon et le Soldat de l'Hiver (mini-série) - Marvel Studios : Rassemblement (documentaire) - What If...? (voix) - Alexandra Garijo dans : - Everwood (série télévisée, 2e voix) - Secrets d'État Et aussi - Lucile Boulanger dans L'Île de l'étrange (série télévisée) - Ariane Aggiage dans Le Cercle 2 - Magali Mestre dans About Alice - Cindy Tempez dans The Resident (série télévisée) |

Au Québec